# 奧爾布羅 (加利福尼亞州)
奧爾布羅（英語：Albrae）是位於美國加利福尼亞州阿拉米達縣的一個非建制地區。該地的面積和人口皆未知。

## 地理
奧爾布羅的座標為37°29′44″N 121°59′22″W / 37.49556°N 121.98944°W，而該地的平均海拔高度為3米（即10英尺）。